# Фолькунги

Герб рода Фолькунгов

Фолькунги — гёталандский знатный род, представители которого в XII—XIV веках занимали должности ярлов и королевский трон уже объединённой Швеции (затем также Норвегии и Дании)
Легендарный основатель династии — Фольке Фильбютер, якобы живший в XI веке, хозяин поместья в Бьельбу (поэтому династия также называется домом Бьельбу). Его внуком считается уже бесспорно существовавший Фольке Толстый, внуки которого, Биргер, Магнус и Карл, возвысились в годы частых гражданских войн в первой половине XIII века и должность ярла фактически перешла в руки династии Фолькунгов. В 1230-х они сосредоточили в своих руках не только военную, но и политическую власть в стране, управляя от имени тяжело больного короля Эрика Шепелявого, который был женат на внучке ярла Фольке Биргерссона Катарине и приходился тестем Биргеру Магнуссону. После смерти Эрика Биргер добился избрания королём своего несовершеннолетнего сына и правил от его имени.
Правление Фолькунгов, несмотря на частые конфликты между членами династии, в которые вовлекались соседние страны, благотворно сказалось на стране, прежде всего, в части создания эффективной администрации и замены обычного права королевскими законами, централизации страны и повышения её обороноспособности.
По прямой мужской линии династия прекратила существование к концу 14 века. Большая часть её истории изложена в Хронике Эрика.

## Генеалогия
- Фольке Толстый
  - Бенгт Снивиль
    - Биргер Броса (ум. 1202), ярл.
      - Фольке (ум. 1210), ярл.
        - Суне (ум. 1247)
          - Катарина, жена конунга Швеции Эрика XI Шепелявого (1216—1250).

    - Карл Глухой (ум. 1220), ярл. Убит в Эстонии.
      - Ульф Фасе (ум. 1248), ярл.

    - Магнус Миннелшельд
      - Эскиль, лагман Вестергётланда.
      - Карл (ум. 1266), епископ Линчепинга.
      - Ярл Биргер (ок. 1216—1266), регент Швеции с 1250 года.
        - Вальдемар I Биргерсон (1239—1302), конунг Швеции (1250—1276). Низложен братом.
        - Бенедикт (ум. 1291), епископ Линчепинга, герцог Финляндии.
        - Эрик (ум. 1275)
        - Магнус I Амбарный Замок (1240—1290), конунг Швеции с 1276.
          - Биргер I (ок. 1280—1321), конунг Швеции (1290—1318). Низложен братьями.
            - Магнус (казнен в 1320)

          - Ингеборг
          - Вальдемар Магнуссон (ум. 1318), герцог, в 1306—1318 фактический соправитель страны. Казнён конунгом Биргером I.
          - Эрик Магнуссон (1282—1318), герцог, в 1306—1318 фактический соправитель страны (с братом Вальдемаром). Казнён конунгом Биргером I.
            - Магнус II (1316—1374), конунг Швеции (1319—1364) и Норвегии (1319—1343). Низложен шведской знатью.
              - Хокон VI Магнуссон (1340—1380), конунг Швеции (1362—1364) и Норвегии (с 1343).
                - Олаф Хоконссон (1370—1387), конунг Дании (с 1376) и Норвегии (с 1380).

## В искусстве
- Арн: Рыцарь-тамплиер (фильм 2007 г.)